# Anolis pseudotigrinus
Anolis pseudotigrinus — вид ящірок родини Dactyloidae.

## Поширення
Цей вид є ендеміком Бразилії. Зустрічається лише у штаті Еспіріту-Санту.